# Salve (álbum)
Salve es el primer álbum de larga duración del grupo español La Polla Records. Es el primer LP de la banda, y la tercera grabación realizada.
Su discográfica Oihuka alegó que fueron vendidas más de 1 000 000 (un millón) de copias del disco aunque dicha cifra nunca fue contrastada. El grupo rechazó el Disco de Oro. En las ediciones de Salve se incluyen las canciones de ¿Y ahora qué?.
Además es el único álbum de estudio que la banda graba con el bajista Maleguin, que en 1985 se retiraría del grupo y sería sustituido por Abel, primo del batería Fernando.

## Lista de canciones
1. "Venganza" - 1:50
2. "Porno en acción" - 1:05
3. "Tope Bwana" - 2:25
4. "Estrella del rock" - 1:13
5. "Delincuencia" - 2:08
6. "Los siete enanitos" - 1:17
7. "Nuestra alegre juventud" - 1:52
8. "Críticos" - 1:44
9. "Muy punk" - 2:25
10. "Herpes, talco y tecno-Pop" - 1:10
11. "Salve" - 3:04
12. "Así casca la basca" - 1:05
13. "Come mierda" - 1:53
14. "El gurú" - 1:38
15. "Tú alucinas" - 1:10
16. "El 7º de Míchigan" - 1:51
17. "Canción de cuna" - 1:57
18. "Revistas del corazón" - 2:05
19. "Txus" - 1:37

## Personal
- Evaristo "Flipas" : Voz.
- Charli: Guitarra solista, coros.
- Sumé: Guitarra rítmica, coros.
- Malegüin: Bajo.
- Fernandito: Batería.

### Otros
- Patxi Goñi: Productor y Técnico de Grabación.
- Juan José López: Técnico de Grabación.
- Eduardo Muñoz: Fotografía.
- Javi: Saxo.
- Portada: "Ñako"